# Стефан Ел Шаарави
Стефан Карим Ел Шаарауи (на италиански: Stephan El Shaarawy; на арабски: ستيفان الشعراوي) е италиански футболист от египетски произход, нападател крило, играещ за Рома. Той е част от Младежкия национален отбор на Италия и Националния отбор на Италия. Считан е за един от най-талантливите млади футболисти в Серия А.

## Клубна кариера

### Ранни години
Ел Шаарауи е роден в Савона, баща му е египтянин, а майка му е италианка. Стефан започва да тренира футбол в Дженоа на 13-годишна възраст. Дебютира в Серия А на 21 декември 2008 г. на 16 години и 55 дни и така става четвъртият най-млад футболист в историята на Серия А. Този мач остава единствен за него през сезон 2008-09, въпреки че често е на резервната скамейка за своя отбор. През сезон 2010-11 Стефан е преотстъпен на Падуа, където бързо се утвърждава в първия отбор, записвайки 29 мача и 9 гола в Серия Б.

### Милан
Фараона преминава в Милан на 25 юни 2011 г. и дебютира в Серия А за новия си отбор срещу Наполи на 18 септември 2011 г. Вкарва първия си гол за Милан три дни по-късно срещу Удинезе. На 25 юли 2012 г. Стефан удължава договора си до 2018 г.
През сезона 2012–2013 младият футболист отбелязва над 30 гола. Думите на тренъора на Милан са: „Стефан е един от най-зашеметяващите футболисти на всички времена. Все още не е усъвършенствал тактиката си напълно, но съм сигурен че тази година ще се нареди до най-добрите като Кристиано Роналдо и Лионел Меси.“ - заяви Алегри.

## Успехи

### Геноа
- Купа на Италия : 2008/09
- Суперкупа на Италия : 2009
- Примавера1 : 2009/10

### Шанхай Шенхуа
- Купа на Китай : 2018/19

### Индивидуални успехи
- Играч на годината в Калчо Падуа : 2010/11

## Личен живот
Ел Шаарави е избран през 2011 за най-сексапилния футболист. Бил е лице на 10 корици на известни списания.